# Zollwitz

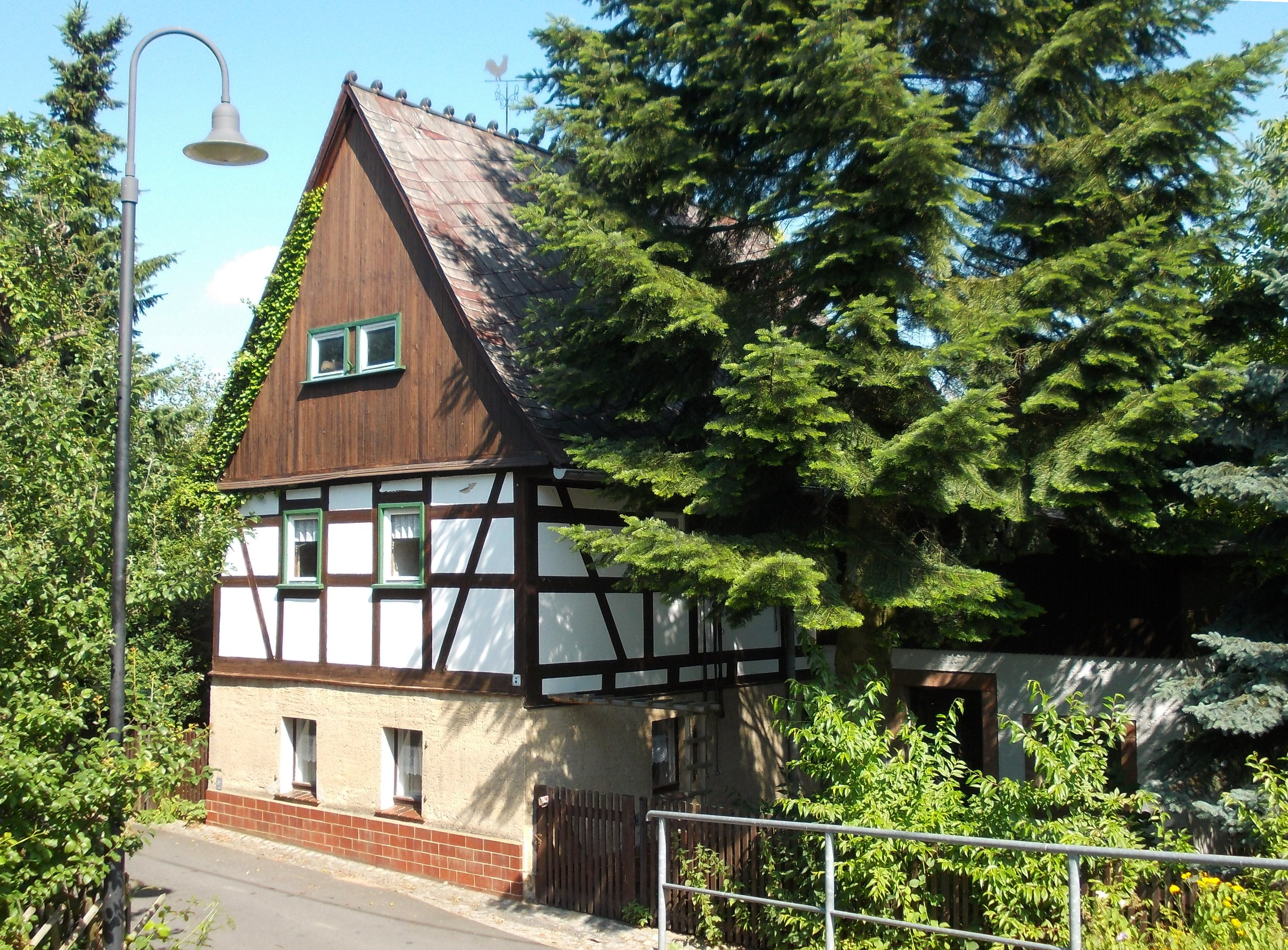
Fachwerkhaus in Zollwitz

Zollwitz ist seit 2011 ein Ortsteil der Stadt Colditz im Landkreis Leipzig in Sachsen, zuvor war der Ort ein Ortsteil von Zschadraß.

## Lage und Erreichbarkeit
Zollwitz liegt circa 3 km südöstlich der Stadt Colditz und ist über die B 176 zu erreichen. Unmittelbar neben dem Ortsteil Kaltenborn gelegen zählt Zollwitz mit seinen rund 400 Einwohnern zu den größeren Ortsteilen der Stadt Colditz.

## Geschichte
Als Siedlung wurde Zollwitz erstmals 1368 unter dem Namen Solubicz, der wahrscheinlich sorbischen Ursprungs ist, in Urkunden erwähnt. Erster Besitzer des ehemaligen Rittergutes Zollwitz war 1651 der Kammerrat Georg Ernst von Hartzlich.